# Cabo Negrais
O cabo Negrais ou Ponta Mawtin (birmanês:  Matwin zun) é um cabo em Mianmar (Birmânia), a oeste do delta do Irrawaddy. Situa-se a 133 km a NNE da ilha Preparis e a 193 km do ponto mais próximo em território da Índia, nas ilhas Andamão e Nicobar. Constitui o limite entre o golfo de Bengala e o mar de Andamão, segundo a divisão feita em 1953 pela Organização Hidrográfica Internacional. A leste fica o golfo de Martaban.
Em outubro de 1759, membros da Companhia Britânica das Índias Orientais foram massacrados no cabo Negrais pelos birmaneses, por causa de conflitos entre birmaneses e o povo mon. A responsabilidade do rei Alaungpaya nestes acontecimentos nunca foi esclarecida.